# Прыгун льняной чёрный
Прыгун льняной чёрный (лат. Longitarsus parvulus) — вид листоедов (Chrysomelidae) из подсемейства козявок (Galerucinae). Распространён в западном Палеарктическом регионе от о. Мадейра до озера Байкал. Взрослые жуки и их личинки питаются листьями льна (Linum), род растений из семейства из семейства льновых.

## Вариетет
- Longitarsus parvulus var. concinnus Weise, 1888